# Jean-Philippe Daurelle
Jean-Philippe Daurelle   (Antony, 28 de desembre de 1963) és un tirador d'esgrima francès, ja retirat, especialista en sabre, que va competir durant les dècades de 1980 i 1990.
El 1992 va prendre part en els Jocs Olímpics d'Estiu de Barcelona, on disputà dues proves del programa d'esgrima. Guanyà la medalla de bronze en la prova del sabre per equips, mentre en la prova de sabre individual fou novè. Quatre anys més tard, als Jocs d'Atlanta, tornà a disputar dues proves del programa d'esgrima. Fou cinquè en la prova del sabre per equips i dotzè en la de sabre individual.
En el seu palmarès també destaquen cinc medalles al Campionat del Món d'esgrima, dues d'or, una de plata i dues de bronze, entre les edicions de 1989 i 1999; així com una medalla d'or als Jocs del Mediterrani de 1993. A nivell nacional guanyà el campionat individual de 1994, 1998 i 1999.
Des del 2013 passà a exercir d'entrenador de la selecció francesa femenina i des del 2016 també ho és la selecció masculina.